# Little Island (Washington D.C.)
Little Island (vroeger South Island of Swan Island) is een eiland gesitueerd ten zuiden van Theodore Roosevelt Island in de Potomac in Washington D.C. De oppervlakte van het eiland bedraagt 2,4 hectare. Little Island is niet verbonden met het vasteland en wordt gedomineerd door bossen.
Toen het naastgelegen Theodore Roosevelt Island in 1932 werd heringericht naar ontwerp van Frederick Law Olmsted werd zijn plan om de twee eilanden met behulp van een brug te verbinden niet gerealiseerd.